# Crise politique de 1808 en Nouvelle-Espagne
La Crise politique de 1808 en Nouvelle-Espagne fait référence à l'ensemble des événements qui ont bouleversé la haute société de la vice-royauté de Nouvelle-Espagne sur le plan politique, socio-économique et militaire, et qui au fil des ans seraient à l'origine du déclin du pouvoir politique en Amérique latine, ce qui a déclenché le début de la guerre d'indépendance du Mexique.

## Contexte
L’Empire espagnol est gouverné depuis 1788 par Charles IV. En 1795 le premier ministre espagnol Godoy signe la paix de Bale avec la France. Lorsque Napoléon Bonaparte accède au pouvoir en 1799, Godoy signe à nouveau un traité de San Ildefonso, par lequel la marine d'Espagne était mise à la disposition de Napoléon. En 1802, les deux pays déclarent la guerre au Royaume-Uni et par conséquent à son principal allié européen, le Portugal. L’escadre espagnole et française est battue à la bataille de Trafalgar en octobre 1805 par l'amiral britannique Horatio Nelson. 
Cette défaite provoque de grands mécontentements parmi le peuple tant des colonies que de la métropole, car une grande partie des fonds nécessaires à la création et au maintien de la marine avaient été obtenus en augmentant les impôts et en expropriant des biens des débiteurs de la Couronne surtout en Nouvelle-Espagne. 
La défaite de la marine franco-espagnole a amené Napoléon à imposer au Royaume-Uni  un blocus continental, empêchant ainsi toutes les nations européennes de commercer avec l’Empire britannique. À la fin de 1807, le royaume du Portugal décide de renouer des relations commerciales avec l'Angleterre. Napoléon décide alors d'envahir les territoires portugais en traversant la péninsule ibérique provoquant un malaise chez les Espagnols. 
Le 17 mars 1808, se produit un incident connu sous le nom de mutinerie d'Aranjuez. La foule prend d'assaut le palais de Godoy qui échappe de peu à la mort et fait pression sur Charles IV pour qu’il abdique en faveur de son fils Ferdinand. 
Napoléon  convoque Godoy, Charles IV et son fils à Bayonne le 30 avril. Deux jours plus tard, le peuple de Madrid prend les armes contre les Français. Le 5 mai, Ferdinand VII rend la couronne à son père, qui la transfère à son tour à Napoléon. L’empereur français nomme son frère Joseph Bonaparte roi d’Espagne.

## Les évènements en Nouvelle-Espagne

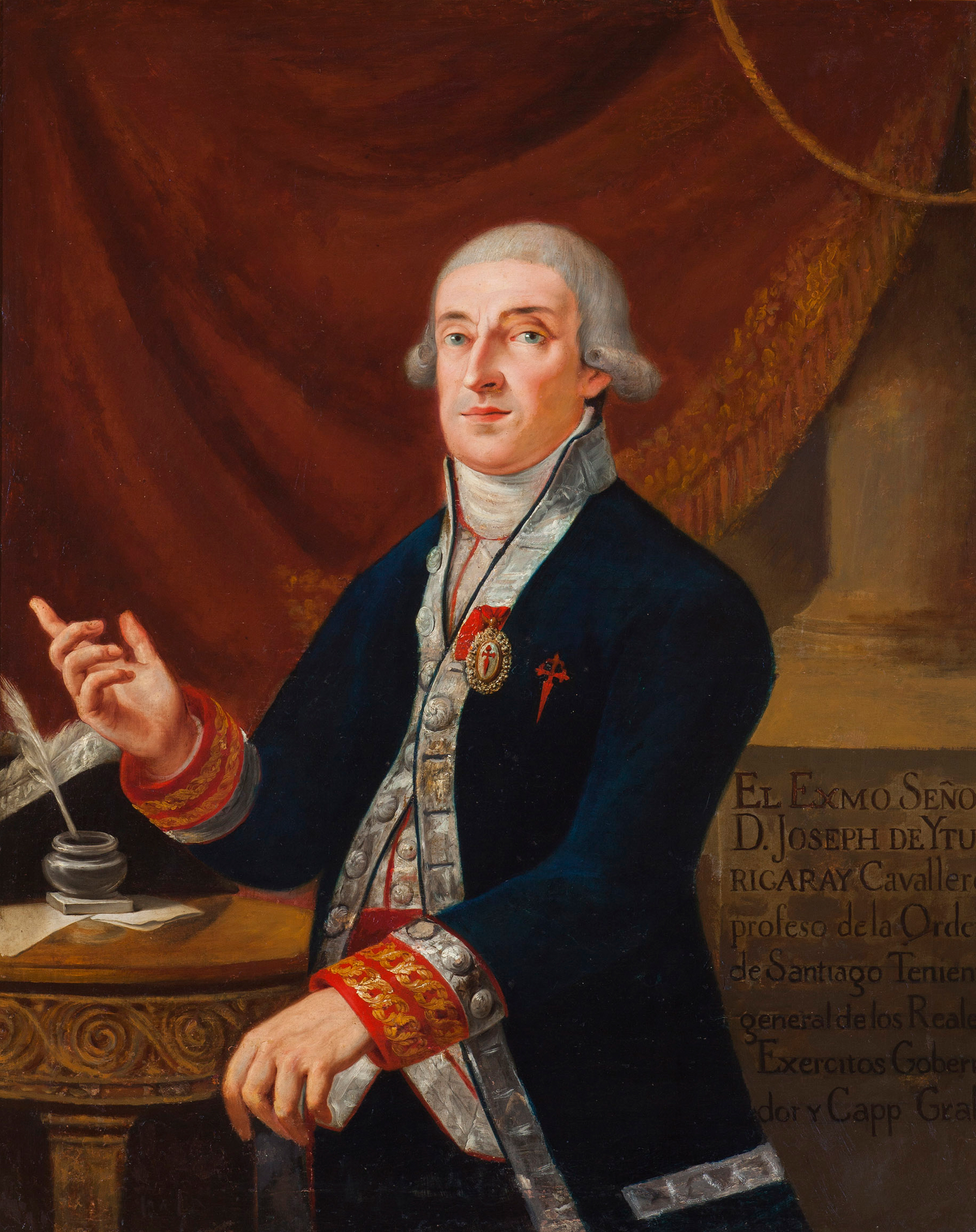
José de Iturrigaray

José de Iturrigaray,  un proche de Godoy, a été nommé vice-roi de la Nouvelle-Espagne en décembre 1802.  
Lorsque la débâcle navale de Trafalgar est connue en Nouvelle-Espagne, la population exprime son mécontentement et des émeutes ont lieu dans de nombreuses villes. Vers la fin de 1807, la nouvelle de l'invasion française en Espagne conduit le vice-roi a décréter la mobilisation et le regroupement des forces armées sur Xalapa par crainte d’une éventuelle invasion de Napoléon. C’est dans ces camps que les premières velléités d’indépendance ont commencé à prendre forme chez les officiers militaires qui pour la plupart étaient créoles.
Le 9 juin, la frégate Aventura arrivée à Veracruz apporte les nouvelles de la mutinerie d'Aranjuez, les abdications de Bayonne et le soulèvement de la ville de Madrid le Dos de Mayo. Le 5 août, la faction royaliste demande à Iturrigaray la proclamation de Ferdinand, prince des Asturies, sous le nom de Fernando VII, roi d'Espagne et des Indes. Iturrigaray accepta et Fernando VII fut proclamé monarque sur la place centrale de la capitale le matin du 13 août 1808.
De son côté, Francisco Primo de Verdad y Ramos, administrateur et procureur du conseil municipal, proposa lors de la séance du 14 août la création d'un Conseil de Mexico, organisme gouvernemental chargé de diriger l'administration publique pendant la vacance de Fernando VII sur le trône d'Espagne. Primo de Verdad était soutenu par Juan Francisco Azcárate y Lezama, un autre échevin de la capitale. Tous deux s’appuyaient sur les écrits de penseurs éclairés du XVIIIe siècle, en particulier Montesquieu et son essai l’Esprit des Lois, affirmant que la souveraineté réside dans le peuple.
Les idées libérales de Primo de Verdad et Azcárate furent rejetées par la majorité des personnes présentes à la séance municipale. L'inquisiteur Bernardo Prado y Ovejero soutenait que le droit divin reconnu aux rois était conforme aux enseignements de l'Église catholique et qualifiait les tenants de la souveraineté populaire d'hérétique. Après une discussion houleuse entre les deux parties, Iturrigaray écarta la proposition de Primo de Verdad.
Le 20 août, Juan de Jáuregui, représentant de la Junte de Séville et beau-frère du vice-roi, arrive en Nouvelle-Espagne pour proposer à Iturrigaray de faire adhérer la Nouvelle-Espagne à la Junte. Quelques jours plus tard, un envoyé de la Junte d'Oviedo se rend dans la capitale avec le même objectif. Le 25 août, Iturrigaray n'accède à aucune des demandes. Ce refus est considéré par certains comme une provocation et les loyalistes décident de renverser le vice-roi. Les créoles de tendance libérale, quant à eux, pensaient qu'Iturrigaray soutenait leur parti et, partant, une possible indépendance du Mexique.
Début septembre, un groupe dirigé par les oidores Guillermo Aguirre y Viana et Pedro Catani a commencé à répandre parmi les plus conservateurs la rumeur selon laquelle Iturrigaray désobéissait au gouvernement espagnol et, soutenu par les créoles libéraux, se proclamerait roi de Nouvelle-Espagne. Le propriétaire foncier Gabriel de Yermo, qui vivait en Nouvelle-Espagne depuis de nombreuses années, fut attiré par Bataller dans le complot et devint en peu de temps le chef du mouvement. Le 11 septembre, le groupe des partisans de Ferdinand VII est officiellement constitué avec la ferme intention de renverser Iturrigaray. Le 15 septembre au soir est la date projetée pour prendre d'assaut le Palais du Vice-roi. Le même après-midi, Bataller et Catani rendent visite à l'archevêque de Mexico, Francisco Javier de Lizana y Beaumont, pour lui faire part de leurs projets et obtiennent la bénédiction de l'archevêque.
Dans la nuit du 15 septembre, Iturrigaray qui avait été averti d'un complot à son encontre, avait fait venir dans la ville du régiment des dragons de la reine basé à Celaya pour renforcer les patrouilles à partir du 17. Cependant, les forces commandées par Gabriel de Yermo avaient des partisans au sein de la garde, ce qui leur permettait d'entrer dans le palais sans aucune résistance. Yermo appréhende ainsi Iturrigaray et son épouse, les accusant de fraude à la couronne, de sabotage et de tentative de révolte contre le roi. 
La femme d'Iturrigaray et ses enfants sont enfermés au couvent de San Bernardo de Claraval, puis emmenés prisonniers à Cadix avec le vice-roi. Iturrigaray y a été traduit en justice et est décédé en 1815. 
Quelques minutes après l'arrestation du vice-roi, Bataller et Catani arrivèrent au palais. Yermo, le chef militaire du groupe, les informa que l'opération avait été menée avec succès. Bataller, pour sa part, a suggéré l'arrestation de Primo de Verdad et d'Azcárate, considérés comme des leaders intellectuels du mouvement. Pedro Catani, pour sa part, a demandé à Yermo de faire de même avec le moine mercedarien Melchor de Talamantes, originaire du Pérou et partisan des idées libérales et de l'indépendance. Ces trois personnes ont été capturés par la garde de Yermo la nuit du coup d'État. Primo de Verdad a été enfermé dans la prison de l'archevêque jusqu'au 4 octobre, date à laquelle il est décédé dans des circonstances étranges. Azcarate a été emprisonné et mais libéré en 1811. En 1821, il a participé à la signature de l'Acte d'indépendance du Premier Empire mexicain. Melchor de Talamantes a été emprisonné à San Juan de Ulúa, où il est décédé des suites de la fièvre jaune le 9 mai 1809.

## Conséquences
Pedro de Garibay est investi en tant que vice-roi légitime de la Nouvelle-Espagne en remplacement d'Iturrigaray. C'est un militaire octogénaire qui n'a pas participé au coup d'État en raison de son âge avancé. Comme le rapporte Bataller au Conseil suprême central d'Espagne (résultat de la fusion des Juntes d'Oviedo et de Séville), Pedro de Garibay est un militaire ayant une longue histoire au service de la couronne et il sera facile à manipuler. Cependant, quelques mois plus tard, Garibay tombe malade de la tuberculose et dut quitter ses fonctions en mai 1809.
La fonction intérimaire de vice-roi revient alors à l'archevêque de Mexico Francisco Javier de Lizana y Beaumont. La Junte suprême s'inquiétait de la portée des réactionnaires représentés par Bataller, Aguirre et Catani, de sorte que la mission principale de Lizana fut de nuire au pouvoir et à l'influence de ceux qui avaient tremper dans le coup d'État. Guillermo Aguirre y Viana est décédé le 3 août 1809, privant les comploteurs de l'un de leurs principaux dirigeants. Catani et Bataller ont été éloignés de la capitale mexicaine. 
En décembre 1809, un complot est découvert à Valladolid (aujourd'hui Morelia, dans l'État de Michoacán) en faveur de l'indépendance de la Nouvelle-Espagne, dirigé par le propriétaire foncier José Mariano Michelena. Tous les membres de la conjuration de Valladolid ont été arrêtés, mais le vice-roi les a libérés au début du mois de mars 1810. Catani, ennemi de l'archevêque, a informé la Junte suprême en Espagne de ce qui s'était passé et a proposé la destitution de Lizana. En septembre, le remplaçant de Lizana, Francisco Javier Venegas, est arrivé en Nouvelle-Espagne. À cette époque, un nouveau complot se développait à Querétaro dirigé par le corregidor Miguel Domínguez et son épouse Josefa Ortiz de Domínguez, Miguel Hidalgo curé de Dolores et les militaires Ignacio Allende, Juan Aldama et Mariano Abasolo (es). La guerre d'indépendance du Mexique commençait avec le Grito de Dolores.

## Source
- (es) Cet article est partiellement ou en totalité issu de l’article de Wikipédia en espagnol intitulé « Crisis política en México de 1808 » (voir la liste des auteurs).